# Aracy Cardoso
Aracy Cardoso Fróes (Rio de Janeiro, 17 de junho de 1931 – Rio de Janeiro, 26 de dezembro de 2017) foi uma atriz brasileira.
Participou de importantes novelas da TV Globo como Fogo Sobre Terra, À sombra dos Laranjais, Água Viva, Final Feliz, A Gata Comeu, Mandala e De Corpo e Alma. Sua última novela foi Sol Nascente em 2017, onde fez uma participação especial como Dona Laís.

## Biografia
Aracy Cardoso Fróes é filha de uma cantora de ópera, começou sua carreira no teatro passando depois para a televisão. 
Sua primeira novela foi em 1965, na TV Excelsior de São Paulo. Na emissora paulista, interpretou papéis de mocinha em várias produções, com destaque para A Indomável, adaptação da peça A Megera Domada, de William Shakespeare, feita por Ivani Ribeiro. Na TV Excelsior, também atuou em Os Quatro Filhos, Sublime Amor e O Direito dos Filhos. Ainda nos anos 1960, participou da novela Anastácia, a Mulher sem Destino na Rede Globo e Ana, na Rede Record. No início dos anos 1970, participou de novelas da TV Tupi, como As Bruxas e A Revolta dos Anjos até sua volta para a Rede Globo em 1974 para um importante papel em Fogo Sobre Terra. A partir de então, participou de dezenas de trabalhos na emissora em papéis importantes como em, Vejo a Lua no Céu, Memórias de Amor e Água Viva. 
Em 1977, viveu a heroína Madalena Caldas, protagonista da novela À Sombra dos Laranjais, de Benedito Ruy Barbosa.
Um de seus trabalhos mais memoráveis foi a empregada doméstica Zazá em A Gata Comeu, de Ivani Ribeiro, em 1985.
Teve também uma rápida passagem pela Rede Manchete no ano de 1990, mas voltou à TV Globo no ano seguinte, permanecendo na emissora até 2004. Em 2005, afastou-se temporariamente do trabalho após sofrer um infarto do miocárdio. Totalmente recuperada, em 2009 passou a integrar o cast da TV Record.
Discreta em relação à sua vida pessoal, Aracy Cardoso foi casada com  o diretor e produtor Ibañez Filho, com quem teve duas filhas.
Em 2013, integrou o elenco do remake Dona Xepa na Rede Record onde deu vida a governanta Alda. 
Após quatro anos afastada da televisão e 12 anos afastada da Rede Globo, a atriz fez uma participação especial em Sol Nascente, novela das seis de Walther Negrão, Suzana Pires e Júlio Fischer.

## Vida pessoal
Foi casada com o ator Ibanez Filho, com quem teve duas filhas, Patrícia e Beatriz; e com o ator Hemílcio Fróes.

### Morte
Aracy morreu em 26 de dezembro de 2017, no Rio de Janeiro, vítima de uma infecção pulmonar. Estava internada havia um mês no Hospital São Lucas, em Copacabana, Zona Sul do Rio, tratando de vários problemas de saúde, entre eles, o coração e problema nos rins. O corpo de Aracy foi velado no memorial do Carmo, zona norte do Rio de Janeiro e cremado no mesmo local.

## Filmografia

### Televisão
| Ano  | Título                             | Personagem                    | Notas                                   | Emissora      |
| ---- | ---------------------------------- | ----------------------------- | --------------------------------------- | ------------- |
| 1957 | Vento de Primavera                 | —                             |                                         | Rede Tupi     |
| 1957 | A Canção de Bernadete              | Bernadette Soubirous          |                                         | Rede Tupi     |
| 1957 | O Falcão Negro                     | —                             |                                         | Rede Tupi     |
| 1965 | A Indomável                        | Catarina                      |                                         | TV Excelsior  |
| 1965 | Os Quatro Filhos                   | Lia                           |                                         | TV Excelsior  |
| 1967 | Anastácia, a Mulher sem Destino    | Blanche                       |                                         | Rede Globo    |
| 1967 | Sublime Amor                       | —                             |                                         | TV Excelsior  |
| 1968 | Ana                                | Margot                        |                                         | Rede Record   |
| 1968 | O Direito dos Filhos               | Lilian                        |                                         | TV Excelsior  |
| 1970 | As Bruxas                          | Sabrina                       |                                         | Rede Tupi     |
| 1972 | A Revolta dos Anjos                | Gladys                        |                                         | Rede Tupi     |
| 1972 | Bel-Ami                            | Ana                           |                                         | Rede Tupi     |
| 1974 | Fogo sobre Terra                   | Lisa                          |                                         | Rede Globo    |
| 1976 | Vejo a Lua no Céu                  | Filoca                        |                                         | Rede Globo    |
| 1977 | À Sombra dos Laranjais             | Madalena Caldas               |                                         | Rede Globo    |
| 1977 | Nina                               | Dalva                         |                                         | Rede Globo    |
| 1978 | O Pulo do Gato                     | Bernadete                     |                                         | Rede Globo    |
| 1978 | Sítio do Picapau Amarelo           | Calipúrnia                    | Episódio: "Quem tem Boca vai à Roma"    | Rede Globo    |
| 1979 | Memórias de Amor                   | Ema                           |                                         | Rede Globo    |
| 1980 | Água Viva                          | Vilma                         |                                         | Rede Globo    |
| 1981 | O Amor É Nosso                     | Anita                         |                                         | Rede Globo    |
| 1982 | Caso Verdade                       | —                             | Episódio: "A Volta por Cima"            | Rede Globo    |
| 1982 | Final Feliz                        | Augusta                       |                                         | Rede Globo    |
| 1982 | O Homem Proibido                   | Cláudia                       |                                         | Rede Globo    |
| 1983 | Caso Verdade                       | Mãe                           | Episódio: "Uda-57, uma viagem terrível" | Rede Globo    |
| 1983 | Caso Verdade                       | Itália                        | Episódio: "Uma história de amor"        | Rede Globo    |
| 1983 | Caso Verdade                       | —                             | Episódio: "Ninguém está sozinho"        | Rede Globo    |
| 1983 | Champagne                          | Mãe na loja de brinquedos     | Participação Especial                   | Rede Globo    |
| 1984 | Corpo a Corpo                      | Rosária, assistente social    | Participação Especial                   | Rede Globo    |
| 1985 | A Gata Comeu                       | Zazá                          |                                         | Rede Globo    |
| 1986 | Selva de Pedra                     | Irene                         |                                         | Rede Globo    |
| 1987 | Mandala                            | Flora                         |                                         | Rede Globo    |
| 1988 | Bebê a Bordo                       | Médica                        | Participação Especial                   | Rede Globo    |
| 1990 | A História de Ana Raio e Zé Trovão | Primeira Dama Copélia d'oeste |                                         | Rede Manchete |
| 1990 | Mãe de Santo                       | Solange                       |                                         | Rede Manchete |
| 1991 | O Portador                         | Ruth                          |                                         | Rede Globo    |
| 1991 | Salomé                             | Leocádia                      |                                         | Rede Globo    |
| 1992 | De Corpo e Alma                    | Celinha                       |                                         | Rede Globo    |
| 1993 | Você Decide                        | —                             | Episódio: "Isca de Polícia"             | Rede Globo    |
| 1994 | Incidente em Antares               | Natalina                      |                                         | Rede Globo    |
| 1996 | Você Decide                        | —                             | Episódio: "O Filho da Mãe"              | Rede Globo    |
| 1997 | Zazá                               | Neusa                         |                                         | Rede Globo    |
| 1998 | Pecado Capital                     | Cibele                        |                                         | Rede Globo    |
| 2003 | A Casa das Sete Mulheres           | Donana                        |                                         | Rede Globo    |
| 2003 | Agora É que São Elas               | Jandira                       |                                         | Rede Globo    |
| 2003 | Linha Direta                       | Ana Rosa Naves                |                                         | Rede Globo    |
| 2004 | Senhora do Destino                 | Jocasta, mãe de Leila         |                                         | Rede Globo    |
| 2009 | Bela, a Feia                       | Regina Brito                  |                                         | Rede Record   |
| 2013 | Dona Xepa                          | Dona Alda                     |                                         | Rede Record   |
| 2017 | Sol Nascente                       | Dona Laís da Silva            |                                         | Rede Globo    |

### Cinema
| Ano  | Título                 | Personagem        |
| ---- | ---------------------- | ----------------- |
| 1953 | Fatalidade             | —                 |
| 1955 | Ana                    | Retirante grávida |
| 1956 | Sai de Baixo           | —                 |
| 1959 | Depois do Carnaval     | Luíza             |
| 1961 | Teus Olhos Castanhos   | Ana Paula         |
| 1997 | O Homem Nu             | —                 |
| 2004 | A Hora do Galo         | Lourdes           |
| 2006 | Maria Anamaria Mariana | Ana Maria         |
| 2010 | Nosso Lar              | Dona Amélia       |
| 2015 | Correspondência        | Sônia             |
| 2016 | Walter do 402          | Goreth            |
| 2016 | Fantasias de Papel     | Ela mesma         |

## No Teatro[16]
| Ano  | Título                       | Notas   |
| ---- | ---------------------------- | ------- |
| 1953 | O Judas em Sábado de Aleluia |         |
| 1954 | A Filha de Iório             |         |
| 1955 | O Profundo Mar Azul          |         |
| 1966 | Tartufo                      |         |
| 1999 | Dona Ninguém                 |         |
| 2012 | Histórias do Medo            | Direção |

## Prêmios e indicações
| Ano  | Prêmio                             | Categoria    | Trabalho       | Resultado |  |
| ---- | ---------------------------------- | ------------ | -------------- | --------- |  |
| 2005 | Festival de Cinema do Recife       | Melhor Atriz | A Hora do Galo | Venceu    |  |
| 2005 | Florianópolis Audiovisual Mercosul | Melhor Atriz | A Hora do Galo | Venceu    |  |